# Frits Thors

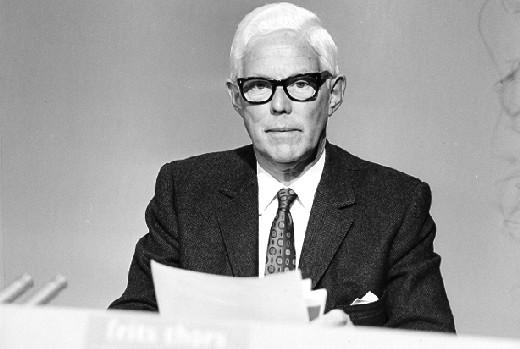
Frits Thors

Alexander Frederik Paul „Frits“ Thors (* 13. September 1909 in Amsterdam; † 19. April 2014 in Laren) war ein niederländischer Nachrichtensprecher.

## Leben
Seine Karriere begann Thors im Jahr 1928 bei der Algemene Vereniging Radio Omroep (AVRO) als Assistent des Redakteurs. Ab 1934 moderierte er selbst verschiedene musikalische Radiosendungen.
Während der Zeit der deutschen Besatzung der Niederlande von 1940 - 1945 weigerte er sich als Radiosprecher zu arbeiten. In dieser Zeit verdiente er sein Geld mit dem Verkauf von Papierseilen. Thors gilt als eine der treibenden Kräfte des in Philipsterrein in Eindhoven 1944 gegründeten Rundfunksender Radio Herrijzend Nederland. Der Sender war die niederländische Sektion der BBC, es war dessen Ziel den befreiten Teil der Niederlande mit Informationen zu versorgen und den besetzten Teil mit Worten zu ermutigen.
Nach dem Zweiten Weltkrieg arbeitete er in London bei der niederländischen Sektion der BBC und für kurze Zeit bis 1948 in Montréal bei dem kanadischen Sender CBC. Von 1965 bis 1969 war er Sprecher der Nachrichtensendung der Nederlandse Televisie Stichting (NTS) und dann bis 1972 des NOS-Journaal. Er trat danach in den Ruhestand.
Zu den Höhepunkten seiner journalistischen Laufbahn zählte Thors seine Berichterstattung über die Rückkehr der niederländischen Königsfamilie um Prinzessin Juliana aus dem kanadischen Exil nach dem Ende des Zweiten Weltkriegs. Im April 2013 sprach er im Alter von 103 Jahren in einem Interview in dem Wochenblatt HP/De Tijd über seine Verbundenheit zum Königshaus, insbesondere zu Königin Beatrix.